# Ian C. Percival
Ian Colin Percival (* 1931) ist ein britischer theoretischer Physiker. Er war Professor für Angewandte Mathematik am Queen Mary und Westfield College der Universität London.
Er war in den frühen 1970er Jahren ein Pionier des Quantenchaos, indem er vorschlug, dass sich die Spektren quantenmechanischer Systeme, die klassischem Chaos entsprechen, von denen klassisch regulärer Systeme unterscheiden. 1987 wandte er mit Franco Vivaldi die algebraische Zahlentheorie quadratischer Zahlkörper auf das Abzählen periodischer Orbits in diskreten chaotischen dynamischen Systemen (die Katzenabbildung von Wladimir Arnold) an. Später befasste er sich mit den Grundlagen der Quantenmechanik und dem Messprozess. Mit Walter Strunz schlug er vor, dass Eigenschaften des Quantenschaums auf der Planck-Skala sich (ähnlich wie die Bewegung von Partikeln aufgrund Brownscher Bewegung) in der Wellenfunktion von Atomstrahl-Interferenzen niederschlagen.
1985 erhielt er den Naylor-Preis und 1999 die Dirac-Medaille (IOP). Er ist Fellow der Royal Society.

## Schriften
- mit Derek Richards: Introduction to Dynamics, Cambridge University Press 1982
- Chaos: A Science for the Real World, in Nina Hall (Herausgeber) The New Scientist Guide to Chaos, Penguin 1992 (auch New Scientist, 21. Oktober 1989)
- Quantum State Diffusion, Cambridge University Press 1998
- mit Nicolas Gisin The Quantum-State Diffusion Model applied to Open Systems, Journal of Physics A, Band 25, 1992, S. 5677–91
- Herausgeber mit P. Cvitanović, A. Wirzba: Quantum Chaos - Quantum Measurement, Kluwer 1992 (darin von Percival: Quantum Records)
- Herausgeber mit Michael Berry, Nigel Oscar Weiss Dynamical Chaos, Royal Society London 1987, Princeton University Press 1989 (Royal Society Discussion Meeting 4. / 5. Februar 1987)
  - Auch Proc. Roy. Soc., A, Band 413, 1987 (darin von Percival Chaos in Hamiltonian Systems, S. 131)
- Integrable and nonintegrable Hamiltonian systems, in Non- linear dynamics aspects of particle accelerators, Lecture Notes in Phys, Band 247, 1986, S. 12–36